# Gesamp

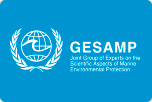
GESAMP

GESAMP is de afkorting voor Group of Experts on the Scientific Aspects of Marine Environmental Protection. Dit studiebureau valt onder de verantwoordelijkheid van de Internationale Maritieme Organisatie. GESAMP werd in 1969 opgericht door de Verenigde Naties en geeft wetenschappelijk advies aan organisaties en regeringen over het maritiem milieu. De plaats van vestiging is Londen in het Verenigd Koninkrijk.

## Doel en werkzaamheden
GESAMP is een onafhankelijk studiebureau dat advies geeft over het maritiem milieu. Organisaties en regeringen doen een beroep op GESAMP wanneer ze informatie of advies nodig hebben voor de ontwikkeling en afstemming van wetten en conventies, zoals het Internationaal Verdrag ter voorkoming van verontreiniging door schepen (Marpol). Intergouvernementele organisaties als UNESCO of de Verenigde Naties maken gebruik van GESAMP om specifieke problemen in verband met het maritiem milieu in kaart te brengen, bijvoorbeeld plastic in de oceanen en de wereldwijde verkleining van koraalriffen.
GESAMP-onderzoeken worden uitgevoerd door werkgroepen waarvan de leden uit het GESAMP-netwerk van wetenschappers, universiteiten en onderzoeksbureaus komen. Wanneer deze onderzoeken gecontroleerd en goedgekeurd zijn, worden ze gepubliceerd en gepresenteerd op wetenschappelijke conferenties en internationale vergaderingen. Ook stimuleert GESAMP publicatie in de wetenschappelijke literatuur.
Sinds 1969 verstrekt GESAMP wetenschappelijk advies aan onder andere de Verenigde Naties en de Internationale Maritieme Organisatie. Het speelde een belangrijke rol in het ontwerpen van conventies rond maritieme vervuiling en bescherming van het milieu. GESAMP heeft tegenwoordig werkrelaties met IMO, FAO, UNESCO, WMO (sinds 1968), IAEA (sinds 1969), Verenigde Naties (sinds 1971), UNEP (sinds 1977), UNIDO (sinds 2006) en UNDP (sinds 2010).
GESAMP is gevestigd in Londen. De Internationale Maritieme Organisatie (IMO) is verantwoordelijk voor het beheer van het bureau en personeelszaken.

## Onderzoeksgebieden
GESAMP is volledig gericht op onderzoek naar het maritiem milieu en de vervuiling ervan. De organisatie beschikt over expertise op de volgende gebieden:
- Maritieme chemie / geochemie
- Maritieme geologie
- Fysieke oceanografie
- Biologische oceanografie
- Mariene biologie / ecologie

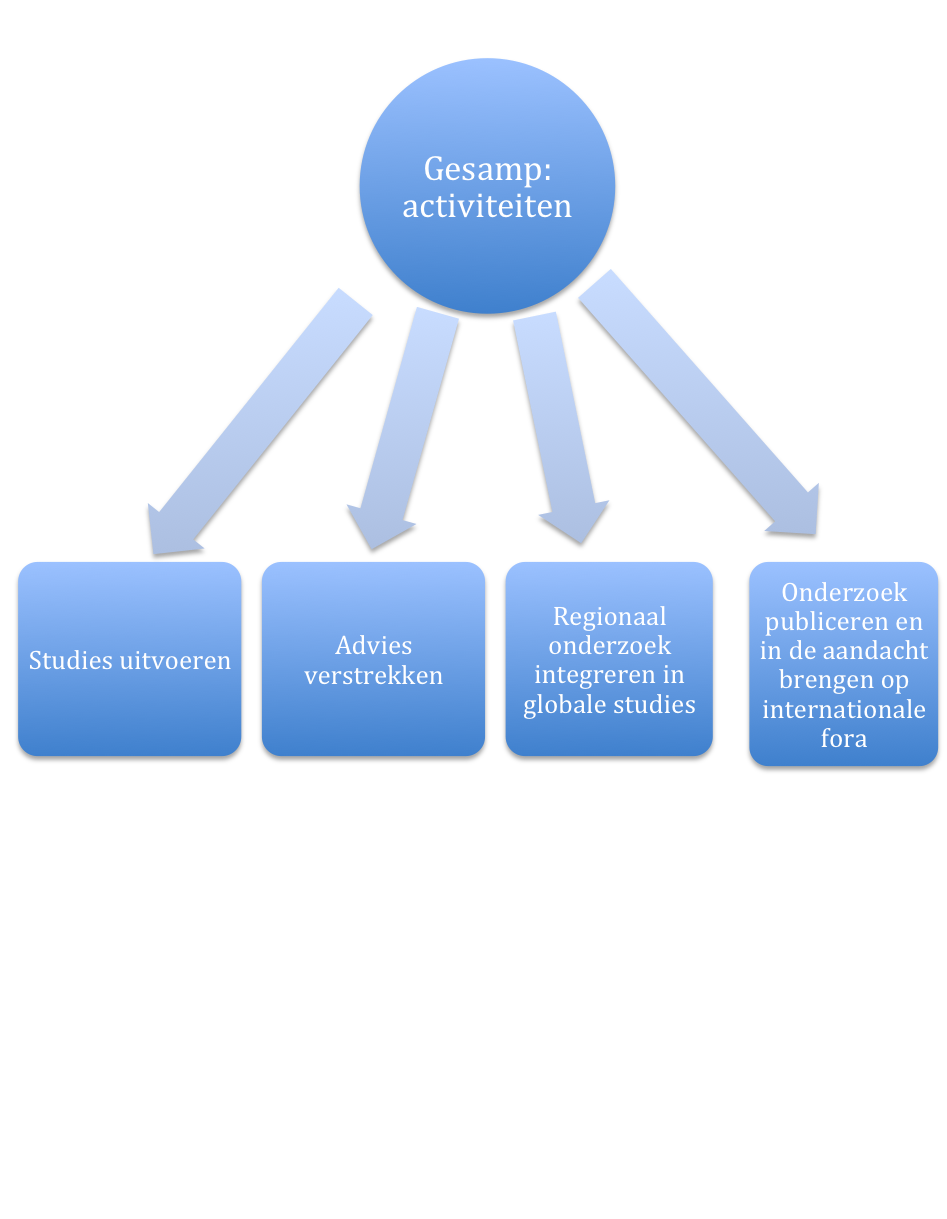
Activiteiten

- Verontreiniging van de zee / afvalbeheer
- Ecotoxicologie
- Risicobeoordeling en communicatie
- Lucht-zee interacties / atmosferische wetenschap
- Kust-geomorfologie
- Offshore engineering
- Kustbeheer
- Milieu-effectrapportage en toezicht
- Milieu- en grondstoffeneconomie
- Visserij / aquacultuur
- Maritieme regelgeving / institutioneel beleid
- Internationaal milieurecht / zeerecht
- Volksgezondheid

## Huidige activiteiten
Annex II van het Internationaal Verdrag ter voorkoming van verontreiniging door schepen (Marpol) bevat een lijst met chemische stoffen die in bulk vervoerd mogen worden. GESAMP onderzoekt sinds 1974 hoe gevaarlijk nieuwe chemische stoffen zijn voor het zeemilieu om te bepalen of ze aan de lijst toegevoegd kunnen worden.
Ook onderzoekt GESAMP nieuwe stoffen die zich in ballastwater mogen bevinden, in het kader van de ballastwaterconventie. Verder voert GESAMP steeds nieuwe studies uit: van microplastics in de oceaan tot de patronen in maritieme diversiteit.